# Mac William Iochtar
Mac William Íochtar (Mac William inferiores), también conocidos como los Burkes de Mayo, fueron una rama parcialmente Gaelizada de la casa Hiberno-Normanda de Burke en Irlanda. Su territorio abarcaba gran parte del norte de la provincia de Connacht. El Mac William Íochtar funcionaba como rey regional y recibía la Varilla Blanca. El título de Mac William sucedió al cargo de Lord de Connacht que se extinguió tras la muerte de William Donn de Burgh, III conde de Úlster, en junio de 1333.

## Historia
Como resultado de la guerra civil de los Burke en los años 1330, el Señorío de Connacht quedó dividido entre dos facciones rivales de la familia de Burgh: los Burke de Mac William Uachtar (o Clanricarde) en el sur de Connacht y los Bourkes de Mac William Íochtar al norte. Durante más de trescientos años, las dos familias dominaron la política de la provincia, frecuentemente enfrentados por el poder sobre Anglo-irlandeses y gaélicos.

## Lista de Mac William Íochtar
- Edmond Albanach de Burgh, 1332-4 de noviembre de 1375.
- Thomas mac Edmond Albanach de Burca, 1375-1402.
- Walter mac Thomas de Burca, 1402-7 de septiembre de 1440.
- Edmund na Féasóige de Burca, 1440-1458.
- Tomás Óg de Burca, 1458-1460.
- Risdeárd de Burca, 1460-1469 (muerto 1473)
- Ricard Ó Cuairsge Bourke, 1469-1473.
- Theobald Bourke, 1479-5 Marcha 1503.
- Ricard Bourke, 1503-7 de julio de 1509.
- Edmond de Burca, 1509-23 de febrero de 1514.
- Meiler Bourke, 1514-28 de abril de 1520.
- Edmond de Burca, 1520-29 de septiembre de 1527.
- Seaán an Tearmainn Bourke, 1527-?
- Theobald mac Uilleag Bourke, ?-1537.
- David de Burca, 1537-?
- Ricard mac Seaán un Tearmainn Bourke, ?-1571.
- Seaán mac Oliver Bourke, 1571-1580.
- Risdeárd an Iarainn Bourke, 1580-1582.
- Risdeárd Bourke, 1582-1586.
- William an tAb Caoch Bourke, 1586-1593. (Abolición)
- Tiobóid mac Walter Ciotach Bourke, diciembre de 1595 (Restauración) - marzo de 1601
- Risdeárd mac Deamhain Un Chorráin Bourke, marzo de 1601 - octubre de 1601
- Tiobóid mac Walter Ciotach Bourke, octubre de 1601 - enero de 1602 (Abolición)

En 1594 Tibbot na Long Bourke, uno de los hombres más prominentes en el país, aceptó los acuerdos de rendición y reconcesión. En 1627 fue creado Vizconde Mayo.